# Neue Deutsche Todeskunst
Die Neue Deutsche Todeskunst, kurz NDT, war eine deutschsprachige, stark literarisch geprägte Musikströmung, die sich Ende der 1980er-Jahre im Dark-Wave-Umfeld entwickelte. Einigendes Element des Genres war das Rezitieren von zumeist selbstverfassten Liedtexten unter Hinzunahme eines musikalischen Überbaus. Die Themen wiesen epochale Bezüge auf, bspw. zum Barock, zur Romantik oder zur Literatur der Moderne. Inhaltlich erfolgte häufig eine Auseinandersetzung mit Tod und Vergänglichkeit (d. h. auch dem Vorgang des Sterbens), aber auch Weltschmerz, Religionskritik, Existenzphilosophie, Nihilismus, Surrealismus, soziale Isolation, Nekrophilie und Wahnsinn waren zentrale Themen.
Der Neuen Deutschen Todeskunst wird die Popularisierung der deutschen Sprache innerhalb der Dark-Wave-Bewegung zugesprochen, obgleich es zuvor schon Bands wie Xmal Deutschland, Geisterfahrer oder Malaria! gab, die schwerpunktmäßig deutschsprachige Liedtexte vertonten.

## Namensherkunft
Die Genrebezeichnung Neue Deutsche Todeskunst trat erstmals Ende 1991 in Bezug auf die Band Relatives Menschsein in Erscheinung. Als Urheber gilt Horst Braun, einer der Koproduzenten und Toningenieure des Danse-Macabre-Labels, der die Band in einem Label-Info als Neue Deutsche Todeskünstler beworben hatte. In der Folge griff der Journalist Sven Freuen die Bezeichnung auf, um in der Dezember-Ausgabe des Zillo-Magazins das Erstlingswerk „Moritat“ von Relatives Menschsein zu umschreiben und weitere Interpreten des Stils, wie Das Ich und Goethes Erben, zu kategorisieren.

„Damals wurde der Begriff »Neue Deutsche Todeskunst« zentral. […] Wir vermuteten zunächst, jemand beim Zillo hätte sich das ausgedacht. Dort wurde energisch dementiert. Irgendwann fiel uns wieder ein, dass mein langjähriger Mitarbeiter Horst Braun den Begriff anlässlich eines Label-Infos für Relatives Menschsein kreiert hatte.“

Vorrangig wurde die Bezeichnung mit den Künstlern des Danse-Macabre-Labels assoziiert und von der Plattenfirma selbst sporadisch genutzt – so z. B. im Zusammenhang mit dem Audio-Medium magazinOphon, das zu Beginn des Jahres 1992 als Musiksendung konzipiert auf Tonbandkassette erschien. Eine Vielzahl von Künstlern, wie Goethes Erben oder Syria, konnte sich mit dieser Titulierung, die in der Tradition der Neuen Deutschen Welle, der Neuen Deutschen Post-Avantgarde bzw. der Neuen Slowenischen Kunst steht, allerdings nicht anfreunden.

## Geschichte

### Frühe Ansätze
Nach dem Niedergang der Neuen Deutschen Welle wandten viele Musiker sich der anglo-amerikanischen Musikszene zu. Gruppen wie Malaria!, X-mal Deutschland und Belfegore konzentrierten sich verstärkt auf die Vertonung englischsprachiger Texte. Ausgenommen davon waren Deutschpunk-Bands wie EA80, Razzia und Fliehende Stürme, Post-Punk-Interpreten der zweiten Generation, vgl. Stimmen der Stille, und die Avantgarde-Musik von Künstlern wie Einstürzende Neubauten, Kowalski und Hirsche nicht aufs Sofa (H.N.A.S.), die speziell in der heranwachsenden Independent-Kultur für Aufmerksamkeit sorgten. Aus der Grauzone zwischen Punk, Wave und Avantgarde gingen Gruppen wie Walls Have Ears, Die Erde, Am Tag unter Null, Nagorny Karabach, Toeten alle Lust, Verbrannte Erde und Krankheit der Jugend hervor, die sich bereits einer abstrakten, zu Teilen metaphorisch unterlegten Kunstsprache bedienten.

„Deutschsprachige Texte haben in der Szene-Geschichte eine lange Tradition: Die Neue Deutsche Welle und Punk hatten die Entwicklung der Gemeinschaft maßgeblich beeinflusst und somit auch Deutsch zur Vermittlung kritischer und rebellischer Inhalte im entstehenden Szenegefüge verankert.“

Gleichzeitig wuchs in der Punk- und Wave-Szene das Interesse an deutschsprachiger Lyrik. Punk-Fanzines begannen damit, die prosaisch niedergeschriebenen Gedanken, selbstverfassten Gedichte und Geschichten ihrer Leserschaft zu publizieren. Eines dieser Print-Medien war Der Trümmerhaufen, aus dem sich 1987 das bundesweit vertriebene Literaturmagazin Ikarus entwickelte. Viele der darin enthaltenen Texte waren deskriptiver und introspektiver Natur und handelten von Tod, Sinn- und Hoffnungslosigkeit, Kälte, Einsamkeit, Leid und Verzweiflung. Die Bebilderung erfolgte z. B. durch Künstler wie Sabine Döhm, die das Heft mit dark-wave-typischen Motiven und Porträts ausschmückte.
Das neu entfachte Selbstverständnis im Umgang mit deutscher Sprache und Lyrik war im Wesentlichen die Triebkraft für die Entstehung der Neuen Deutschen Todeskunst und für Gruppen, die aus den Ruinen der kommerzialisierten NDW heraus die deutsche Sprache mithilfe expressionistischer Stilmittel zu rehabilitieren versuchten.

### Stilentwicklung

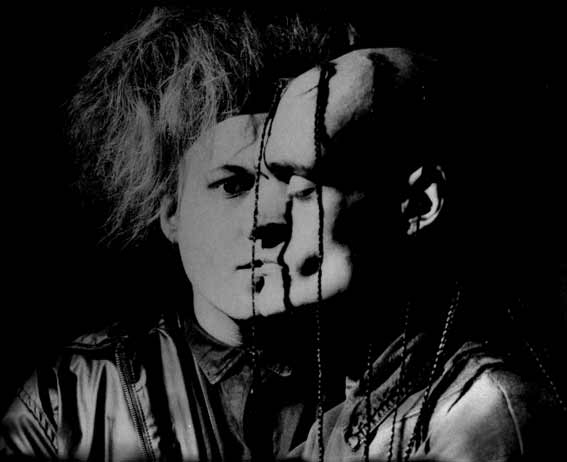
Das Ich sind neben Goethes Erben die Hauptinitiatoren der NDT.

In den späten 1980er-Jahren arbeiteten vorrangig Musiker aus dem süddeutschen Raum daran, eine stilistische Bandbreite aus Electro Wave, Neoklassik, Gothic Rock und Cold Wave mit abstrakten Texten auf poetischer Basis zu verknüpfen und in einer aufwändigen Bühnenschau darzubieten. Inhaltliche und textstrukturelle Bezüge zeigten sich beispielsweise zum Existentialismus, zum Expressionismus, zum Symbolismus und zur Schwarzen Romantik, sowie zum Surrealismus.
Als Protagonisten der Stilrichtung gelten Das Ich und Goethes Erben, beide stark geprägt durch die Musik und den Expressionismus der Einstürzenden Neubauten. Knotenpunkt der Bewegung wurde die fränkische Kulturmetropole Bayreuth, die sich zum Schmelztiegel der NDT, des Danse-Macabre-Labels und des Szene-Clubs Etage (eigtl. Danse Macabre Dancehall) entwickelte.
Zeitgleich traten Relatives Menschsein und Endraum ins Rampenlicht, die zusammen mit Das Ich und Goethes Erben eine „Quadriga“ des noch jungen Genres bildeten.

„Stilistische Parallelen zu Goethes Erben und Das Ich sind bei Relatives Menschsein kaum abzustreiten. Der theatralische, deutsche Sprechgesang, die derben Worte, der Crossover von harten Elektronikrhythmen mit Orchesterinstrumenten aus der Retorte und dem guten alten Klavier, das sind die Namen und Zeichen eines Underground-Musikstils, der sich einer immer größer werdenden Beliebtheit erfreut.“

Der Schweizer Tilo Wolff wurde zeitweise mit der NDT assoziiert, zuletzt 1993 bezüglich eines Gemeinschaftsprojekts des Schriftstellers Christian Dörge und dessen Werk Lycia, an dem auch Oswald Henke und Bruno Kramm als Gastmusiker und Produzent mitwirkten. Im Gegensatz zu den eingangs genannten Interpreten stammte Lacrimosa allerdings nicht aus dem Umfeld des Danse-Macabre-Labels und findet auch in vielen Abhandlungen zur NDT keinerlei Erwähnung.
Ihre Blütezeit erlebte die Neue Deutsche Todeskunst in der ersten Hälfte der 1990er-Jahre. Durch den Erfolg des Albums Die Propheten von Das Ich verlagerten einige NDT-Interpreten ihre Aktivitäten nach Bayreuth. Clubhits feierte das Genre mit Liedern wie Gottes Tod und Von der Armut von Das Ich, Das Ende, Der Weg, Der Spiegel und später Marionetten und Zinnsoldaten von Goethes Erben, Verflucht und Tempel von Relatives Menschsein, Die Stille der Nacht und Regentanz von Endraum sowie Seele in Not von Lacrimosa.
Weitere Interpreten, die im Verlauf dieser ersten Welle vereinzelt Anklang fanden, waren Mental Inquisition, Lore of Asmoday und Silently Down (vgl. Die Erben der Dunkelheit).
Schon 1993 folgte eine zweite Generation von Künstlern, die sich in der seinerzeit noch lebhaften Tape-Szene einen Namen machen konnten, darunter Misantrophe, Rue du Mort und eXplizit einsam.

„Über zwei Jahre ist es nun her, seit Danse Macabre mit dem „Schreckgespenst“ deutscher Lyrik die deutsche Wave- und Gothic-Szene überraschten und zu einem Boom in derselben anregten. Seitdem hat es viele Bands gegeben, die morbide Lyrik und oftmals barock anmutende Musik – meist minimalistisch gehalten – verbanden, genannt seien nur Goethes Erben und Relatives Menschsein. Misantrophe sind nun die zweite Generation von Künstlern, die sich an dieser Musik versuchen.“

### Niedergang
Ab der Mitte der 1990er-Jahre geriet die Neue Deutsche Todeskunst besonders durch die Stiländerung ihrer Hauptvertreter (Goethes Erben, Endraum) und die Auflösung des Plattenlabels Danse Macabre in Vergessenheit, obwohl Künstler wie Law of the Dawn, eXplizit einsam, Adiaphora und Other Day die Musikbewegung in den kommenden Jahren überwiegend im Untergrund weiterführten. Relatives Menschsein stellten im August 1993 die Produktion nachfolgender Alben im Zuge einer Line-Up-Umstellung offiziell ein. Goethes Erben verließen 1994 den eingeschlagenen Pfad mit der Vollendung ihrer Album-Trilogie (vgl. Das Sterben ist ästhetisch bunt, Der Traum an die Erinnerung, Tote Augen sehen Leben) – das Thema Tod trat unmittelbar in den Hintergrund.

„Ich stand im Anschluß an die Trilogie vor der Entscheidung, gar nichts mehr zu machen, oder neue Wege zu gehen. Die Alben der Trilogie sind aufgrund ihrer Thematik sehr ähnlich geworden. Man kann schließlich nicht drei völlig unterschiedliche Alben veröffentlichen, wenn diese inhaltlich zusammengehören. Nach Abschluß der Trilogie aber war es nötig, etwas Neues zu machen.“

Das Ich führten Danse Macabre als Privatunternehmen weiter, nachdem sämtliche Bands und Angestellte infolge finanzieller Schwierigkeiten 1994 entlassen worden waren. Einen Nachteil stellte überdies die Veröffentlichungspolitik von Das Ich dar. Schon die Terminverschiebung ihres Debüts Die Propheten sorgte bei Fans und Presse gleichermaßen für Unmut. Über die Jahre wurden wiederholt Termine verschoben oder gänzlich verworfen (bspw. für die EP Sonne, Mond und Sterne, deren Veröffentlichung wider Erwarten zurückgezogen wurde). Als im Mai 1994 nach einer dreijährigen Veröffentlichungspause die MCD Stigma erschien, hatte die Neue Deutsche Todeskunst ihren Zenit längst erreicht. Das Ich konnten seinerzeit vor allem im Ausland zunehmend Erfolge verbuchen. Das Genre selbst blieb dort weitgehend unbekannt.
Die INTRO-Mitarbeiterin Judith Platz bemängelte das Fehlen neuer Impulse in der Musik, unter anderem bedingt durch den Verlust ihrer stilprägenden Protagonisten. Zillo-Journalistin und Buchautorin Kirsten Borchardt kritisierte die Hinwendung diverser Interpreten und Nachzügler zu schlagerhaften Kompositionen (vgl. Lacrimosa, Illuminate usw.) – eine Richtung, aus der Bands wie die Einstürzenden Neubauten „deutschsprachige Musik gerade erst mühsam herausgelockt hatten.“ Auch der Musikjournalist Manfred Thomaser warf jungen Nachwuchsgruppen mangelnde Eigenständigkeit vor. Diese kämen über ein Mittelmaß oft kaum hinaus.

„Goethes Erben waren vor einigen Jahren neben Das Ich etwas unerwartet Neues. Alles andere aber muß sich die Schubladenzuordnung ›Bereits an anderer Stelle gehört‹ gefallen lassen. Manchmal reicht es einfach nicht aus, ein Schatten derer zu sein, die zuerst dagewesen sind.“

Wenngleich die Neue Deutsche Todeskunst nur einige wenige Künstler hervorbrachte und die Anzahl der Veröffentlichungen überschaubar blieb, prägte sie die Dark-Wave-Bewegung der 1990er-Jahre wesentlich. Bands wie Neuzeit Syndrom, Dorsetshire, Untoten, Sanguis et Cinis und Sopor Aeternus experimentierten stilübergreifend mit den für die NDT üblichen Mitteln sowie deren lyrischen Texten. Selten folgten Interpreten wie Sinnflut oder Schatten Muse nach dem Abebben des Genres, die sich noch Jahre nach der Hochphase der NDT dem Stil verschrieben.

## Stilistische Merkmale

### Musik
Die Neue Deutsche Todeskunst ist überwiegend (neo-)klassisch inspiriert, das Klangbild wird meist synthetisch erzeugt, aber auch durch klassisches Instrumentarium ergänzt. Es kommen sowohl elektronische als auch chordophone Instrumente zum Einsatz. Üblich ist der Gebrauch von Synthesizern, z. B. elektronisch generierten Streichern (vgl. Violine und Cello), und Sequenzern zur Erstellung und Wiedergabe einer programmierten, zumeist den Rhythmus begleitenden Grundmelodie, sowie perkussiven Elementen (vgl. Drumcomputer und elektronisches Schlagwerk, bspw. in Form einer Marschtrommel oder von Idiophonen wie Becken, Schellenring und Glockenspiel, die auf dem Synthesizer bereits als Preset gespeichert wurden und zum Abruf bereitstehen). Weit verbreitet ist darüber hinaus der Einsatz von Samples, wie etwa Umweltgeräuschen, aber auch unkonventionellen Klangerzeugern (vgl. Spieluhr und Totenglocke). Als Basis-Instrument ebenso häufig anzutreffen ist das Klavier (vgl. Das Ich – Jericho / Goethes Erben – Abseits des Lichtes) – unter anderem für die Realisierung balladesker Stücke und den Aufbau einer elegischen Grundstimmung.
Neben der Vielzahl von Einflüssen aus Electro Wave und Neoklassik werden die Kompositionen gelegentlich um den Einsatz von E-Gitarre und E-Bass erweitert. Dieser erfolgt oft subtil mit einfachen Akkordfolgen oder Einzelnotenspiel und entspricht post-punk-/gothic-rock-artigen Klangschemata (vgl. Relatives Menschsein – Androiden / Endraum – Die Stille der Nacht).
Die Verwendung atonaler, avantgardistischer Elemente, insbesondere von Lärm- und Maschinengeräuschen, dient zuweilen der Übermittlung eines themenbezogenen Stimmungsbildes (vgl. Misantrophe – In Zeit und Raum).

„Das Konträre zwischen Geräusch und Harmonie ist auch das, was von den Neubauten aufgegriffen wurde. Sie haben das Geräusch verwendet, um Harmonien zu zerstören und damit vielleicht einen neuen Musikgedanken oder eine neue Musikkultur zu erschaffen. Wir wollen diese Dinge eher zueinander stellen, um mehr artikulieren zu können, Musik wirklich bildlich zu machen.“

### Texte
Die Inhalte der NDT lassen sich in mehrere Themenbereiche unterteilen. Dazu gehören morbide Texte über Tod und Zerfall sowie die Deskription sexueller Tabus (vgl. Nekrophilie), die Reflexion persönlicher Emotionen und Gemütszustände (Angst, Wut, Trauer, Isolation, Einsamkeit, Melancholie, [Todes-]Sehnsucht, Hoffnungslosigkeit, Enttäuschung, Selbstzweifel, Wahnsinn), philosophische, oft metaphysische Gedankenkreise (z. B. bezüglich der Sinnhaftigkeit des Seins), aber auch eine kritische Auseinandersetzung mit dem Weltgeschehen (insbesondere Gesellschafts- und Religionskritik).
Markant ist die drastische, mitunter detaillierte Darstellung des Todes, speziell der Vorgang des Sterbens unter Verwendung naturalistischer Wortgebilde und Metaphern, die den Prozess der Verwesung, des Verfaulens, Verhungerns und Verdorrens beschreiben.

„[…] Mit schockierender Direktheit zeichnen die rezitierten Worte jene Brutalität auf, die der Tod in all seinen Aspekten mit sich bringt. Dabei wird er in Zusammenhängen dargestellt, die ihn eigentlich als ganz alltägliche Erscheinung auftreten lässt, die zum natürlichen Lauf der Dinge auf dieser Welt gehört.“

Viele Textschreiber und Rezitatoren der Neuen Deutschen Todeskunst zogen ihre Inspirationen aus den expressionistischen Werken von Georg Trakl, Gottfried Benn, Georg Heym, Walter Hasenclever oder Franz Werfel. Das Stück Von der Armut der NDT-Band Das Ich bedient sich bspw. verstärkt Versatzstücken aus den Gedichten und der Prosa Hasenclevers und Werfels (vgl. „Kriege werden nie Gewalt vernichten“ / „Unsere Mutter Erde hängt am letzten zuckend Nerv“). Beachtlichen Einfluss übten außerdem die Vertreter des französischen Symbolismus, besonders Charles Baudelaire (vgl. Les Fleurs du Mal) und Arthur Rimbaud, aber auch Lyriker der deutschen Romantik, wie Novalis, E. T. A. Hoffmann und Ludwig Tieck, und Philosophen wie Friedrich Nietzsche auf die Liedtextgestaltung aus.
Ferner finden sich Redensarten mit einer sprachlichen Nähe zur Epoche des Barocks, z. B. in Das Ende von Goethes Erben („…hat der Teufel die Schlacht gewonnen“ / „bei lebendigem Leib verfaulen“) sowie Dichtern der Weimarer Klassik, vgl. Johann Gottfried Herder („Chaos ohne Sinn“).
In vielen Texten wird eine ablehnende Haltung gegenüber Religion transportiert. Hierbei stehen besonders abrahamitische Religionen im Fokus der Kritik.

„Wogegen wir sprechen, das ist der konfektionierte Glaube, der eigentlich erst die Gefahr bringt: weil er nicht sehr individuell ist, weil er nicht auf den Menschen selber eingeht, weil er jedem Menschen dasselbe Gottesbild aufpropft, sodass dieser Glaube dann ziemlich schnell eine faschistoide Tendenz annimmt und keine anderen Glaubensformen akzeptiert – siehe das Christentum und der Islam, wo es sogar zum Krieg kommen kann und Menschen sinnlos sterben. Das Christentum oder der Islam sind extrem gefährlich. Das Ganze ist erstarrt. Ein Mensch entwickelt sich immer geistig, deswegen kann der Glaube nicht erstarrt und in einem festen Gottesbild da sein. Das ist eine Problematik, die sehr tief greift, vor allem weil sie sehr tief in der Kindheit verwurzelt ist.“

## Die Todeskunst: Historische Bezüge

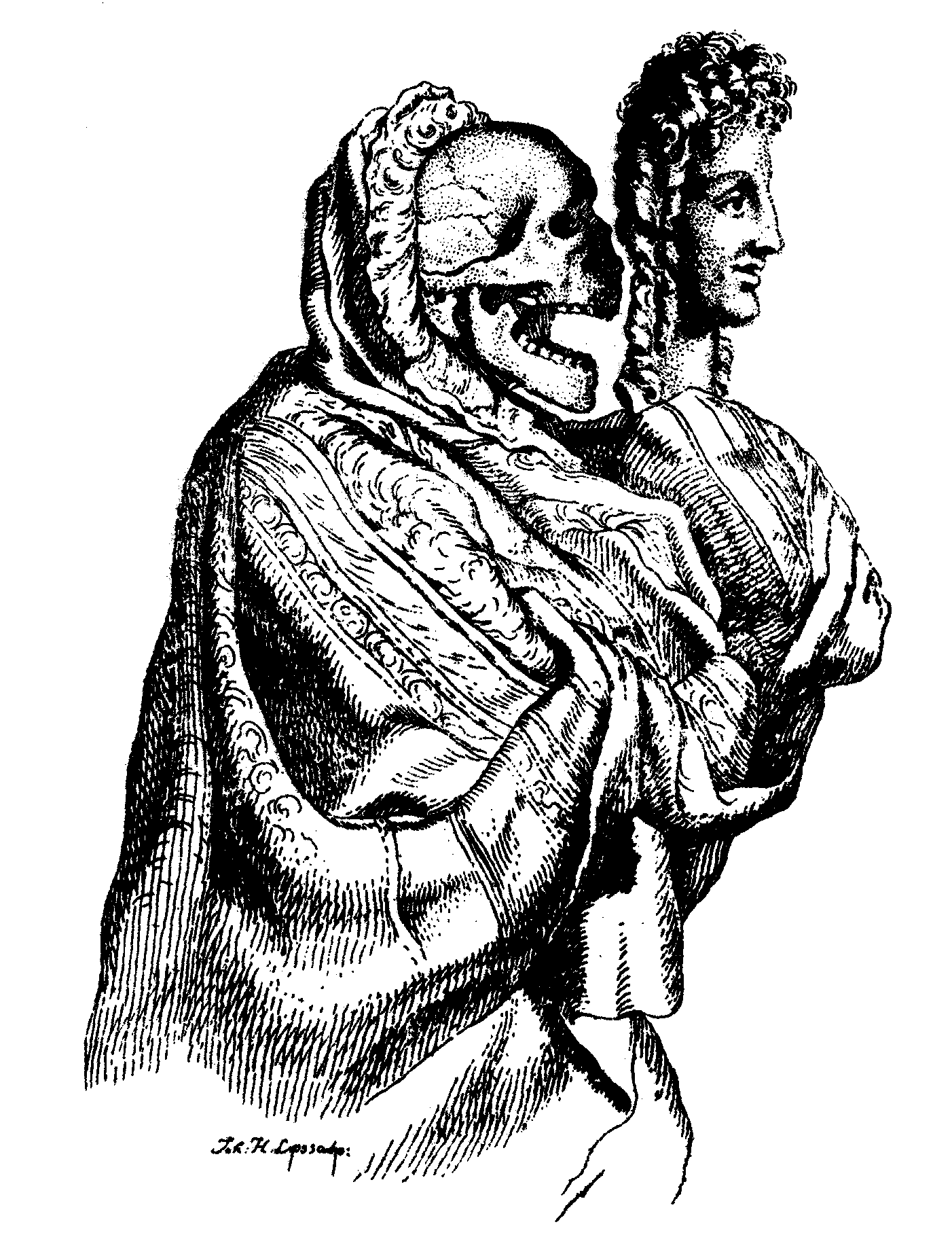
Hinter der Maske der Schönheit lauert der Tod: barockes Vanitas-Motiv aus dem späten 18. Jahrhundert, das die „Endlichkeit allen Glanzes“ betont.

Im historischen Kontext ist der Ausdruck Todeskunst häufig für die Literatur und die allegorische Kunst aus der Zeit des Barocks und des Mittelalters verwendet worden (vgl. Ars moriendi, Totentanz, Vanitas und Memento mori).
Frühe Verwendung im Rahmen deutschsprachiger Lyrik fand er schon 1721 durch Georg Conrad Pregitzer, einen Professor der Universität Tübingen, der sich neben seiner Tätigkeit als Theologe auch für Poesie begeistern konnte:
Mensch gedenck, du must doch endlich sterben

Ach edle Wissenschafft! du bist es doch allein

Die auf dem Todten-Bett den letzten Trost muß geben

Was man sonst hat erlernt, bleibt auff den Lippen schweben

Es ist ein leerer Dunst, ein falschgeborgter Schein

Du aber kanst zuletzt, wann alles muß vergehen

O edle Todes-Kunst! auch nach dem Tod bestehen.
Nach einer Ära der Mitigation des Makabren bzw. der Verdrängung des Todes in der Kunstepoche des Klassizismus bemerkte der Schriftsteller und Kulturwissenschaftler Gustav René Hocke in der Literatur des 19. und 20. Jahrhunderts einen Rekurs auf die Zeit des Barocks:

„Diese manieristisch-barocke Todeskunst und -literatur erlebt exakt am Beginn der zeitgenössisch modernen Literatur ihre literarische Wiederauferstehung. Hugo Ball sprach von ‚moderner Nekrophilie‘. Angesichts einer Anatomiezeichnung von Vesalius (1555) schrieb Charles Baudelaire: Geheimnisvolle und abstrakte Schönheit in diesem mageren Gerippe, welchem das Fleisch als Kleid dient. – Die Landkarte zu einer Dichtung über den Menschen.“

Neben Charles Baudelaire ist die „weltmüde Todeskunst“ von Maurice Maeterlinck und Georges Rodenbach Gegenstand der Rezeption symbolistischer Literatur. Die „heimliche Hauptfigur“ in Maeterlincks Theaterstücken ist der Tod, der „die deutlichste Manifestation der Schicksalsmacht im Leben der Menschen darstellt. Fünf Dramen befassen sich mehrheitlich mit dem Thema (L'intruse, Les Aveugles und Les Sept Princesses, auch als „Todestrilogie“ bezeichnet, sowie L'Intérieur und La Mort de Tintagiles).“
Laut dem Lyriker Gottfried Benn ergaben sich außerdem Anknüpfungspunkte zwischen dem literarischen Expressionismus à la Georg Heym und dem Barock. Kritiker beanstandeten die „barocke Wucht“ in Heyms Werken sowie die „Gräßlichkeit seiner Visionen“ – in den Augen Benns „alles Stigmata der kosmischen Entgrenzung und der visionären Ekstase, die man dem Expressionismus zuspricht.“ Der Dichter Jakob van Hoddis charakterisierte den zweiteiligen Band Verfall und Triumph seines expressionistischen Mitstreiters Johannes R. Becher gar als „fäkalisches Barock“.
Die Anwendung des Ausdrucks Todeskunst lässt sich bis in die Mitte der 1980er-Jahre verfolgen. So erwähnte der Historiker Heinrich Schipperges in seinen Werken die „Todeskunst mit ihrer barocken Stilistik des Sterbens“ und legte einen Verweis auf die Ars moriendi des Spätmittelalters.
Auch in der Neuen Deutschen Todeskunst finden sich unzählige Bezüge zum Barock, zu dessen Kunst und Ästhetik sowie zu den Lyrikern des Symbolismus und des Expressionismus. Oswald Henke (Goethes Erben) brachte seine Bewunderung für die Zeit des Barocks zum Ausdruck und trug zu seinen frühen Live-Shows fast ausschließlich barocke Bühnenkleidung. Genauso wie Henke betonte Bruno Kramm (Das Ich) nicht nur inhaltliche und visuelle Affinitäten, sondern erkannte dahinter auch ein weltanschauliches Konzept.

## Endzeitromantik
Im Kontext der NDT trat die Bezeichnung Endzeitromantik in den Mittelpunkt, bspw. in Bezug auf das Album Morgenröte von Endraum. Musiker und Hörerschaft der Neuen Deutschen Todeskunst wurden in den Musikzeitschriften der 1990er als Endzeitromantiker klassifiziert.

## Veröffentlichungen mit Schlüsselqualitäten
| - 1990: Das Ich: Satanische Verse - 1990: Goethes Erben: Der Spiegel, dessen Weg durch stumme Zeugen zum Ende führt - 1990: Lacrimosa: Angst - 1991: Relatives Menschsein: Moritat - 1991: Endraum: Phantastisch Zwecklos - 1991: Das Ich: Die Propheten - 1992: Goethes Erben: Der Traum an die Erinnerung - 1992: Relatives Menschsein: Gefallene Engel - 1992: Endraum: Rosengarten - 1992: Mental Inquisition: Hilarious - 1992: Misantrophe: Dismail | - 1993: Rue du Mort: Blut und Ehre - 1993: Endraum: Zeitenlicht - 1993: Christian Dörge: Lycia - 1994: Misantrophe: Der Tod zerfraß die Kindlichkeit … - 1995: Adiaphora: Kaltgrau - 1996: Sanguis et Cinis: Schicksal - 1996: Other Day: Sodium Amnital - 1997: eXplizit einsam: Erben des Vergessens - 1997: Law of the Dawn: Dämmerung der kalten Schatten - 1997: ES: Passion - 1998: Leib & Seele: Amada - 1999: Sopor Aeternus – Dead Lovers’ Sarabande |

Weitere, mit der NDT assoziierte Interpreten sind Lore of Asmoday, Silently Down, Leichenblass, Der hoffnungslose Tänzer, Trauma Syndrom, Illuminate, Seelenfeuer, Xrossive, Verlustprinzip und Niemandsvater.

## Öffentliche Wahrnehmung
Die Neue Deutsche Todeskunst war lange Zeit umstritten und wurde innerhalb der Dark-Wave-Bewegung stark polarisierend wahrgenommen. Einerseits galt sie als Novum und Träger einer musikkulturellen Aufbruchstimmung in Deutschland, in deren Wirkungskreis besonders eine noch junge Dark-Wave-Gemeinde sozialisiert worden war. Demgegenüber konnte die NDT bei traditionellen, in der britischen und US-amerikanischen Gothic-Musik verhafteten Szeneanhängern kaum Anklang finden, wurde dort wiederholt als pseudo-intellektuell und „inhaltlich und formal plakativ“ mit einem Hang zur „unfreiwilligen Komik“ abgelehnt. Judith Platz führte als möglichen Grund die auf den Hörer ungewohnt wirkenden, sprachlichen Stilmittel an.

„Es liegt eine in ihrer Darstellung reflektierte, ernste bis depressive Grundstimmung vor, unterstützt durch den stark von lyrischen und dramatischen Elementen geprägten Ausdruck, etwa vergleichbar mit der literarischen Epoche der Romantik. Heute wirken die so formulierten  Textzeilen oft gekünstelt, übertrieben, pathetisch, oder schwülstig.“

Kritik wurde auch an den Textinhalten geübt. Dem Vorwurf des sorglosen Umgangs mit Themen wie Selbstmord mussten sich bspw. Goethes Erben stellen. Nach dem Freitod eines Fans – für den das Lied Keiner weint verantwortlich gemacht wird – wuchs der Druck auf die Band, die sich Mitte der 1990er-Jahre krisengebeutelt in einem Auflösungsprozess befand.
Mediale Aufmerksamkeit erfuhr die NDT außerhalb der Szene durch den Mordfall von Sondershausen. Das 15-jährige Opfer Sandro Beyer war als glühender Verehrer von Gruppen wie Goethes Erben und Relatives Menschsein bekannt, deren Musik von Sebastian Schauseil, einem der Haupttäter und damaligen Mitglied der Neonazi-Combo Absurd, verspottet wurde. Nachdem Schauseil und die restlichen Bandmitglieder zunächst versucht hatten, musikalisch in der Schwarzen Szene Fuß zu fassen, entwickelten sie infolge einer privaten Fehde mit Beyer eine starke Antipathie gegen Gothic. Dies äußerte sich durch Beleidigungen und Herabwürdigungen; die Fehde gipfelte im April 1993 schließlich in der Ermordung Sandro Beyers.